# Soeren Le Schmidt
Søren Le Schmidt (25. maj 1988)[kilde mangler] er en dansk designer, kommentator og TV-personlighed. Han er kendt for at skabe brudekjoler, kjoler til kongehuset, kjoler til Vild med dans samt habitter og kjoler til de røde løbere.

Hans showroom ligger Strandgade 22 på Christianshavn.
|  |

## Karriere
Han er født og opvokset i Ølgod i Vestjylland og afsluttede i 2007 handelsgymnasiet i Varde, hvorefter han drog til København for at starte sin karriere i den danske modebranche. Her fik han job som visual merchandiser hos Samsøe Samsøe, hvorefter han blev uddannet skrædder fra CPH West. Han har  arbejdet som designer for danske brands, før han i 2018 begyndte sit brand i eget navn.
Soeren Le Schmidt er derefter blevet hædret med priser for sine designs. I 2020 blev han nomineret til en Elle Style Award for ”Årets bidragsyder til moden”. To år i træk vandt han Billedbladets pris for ”Årets kongelige kjole”.
Soeren Le Schmidt er kendt for sine spændende universer og crossover til andre kunstarter. I de seneste år har han arbejdet med Sofacompany, Pilgrim, Rey Rey og Belsac. I 2020 med Røde Kors om en "kaffebordsbog", der gør op med køb-og-smid-væk-kulturen og opfordrer til at upcycle (genbruge) gammelt tøj. 
I foråret 2022 var der under Tivoli Food Festival mulighed for at se tre slikpapirskjoler i Det Store Springvand foran Tivolis Koncertsal designet af Soeren Le Schmidt. De tre kjoler var skabt til lejligheden, og hver kjole var to meter høj og lavet af ca. 5000 stykker slikpapir sponsoreret af Fazer. Tilbage i februar lavede han desuden et stort modeshow i Tivolis forlystelse Den Flyvende Kuffert under Copenhagen Fashion Week.

## Privatliv
10. juni 2021 blev Soeren Le Schmidt og Nikoline Barfod Le Schmidt forældre til tvillingerne Mio og Marlon. Da tvillingerne skulle døbes den 8. januar 2022, overraskede parret alle ved at blive gift. 

## TV
Soeren Le Schmidt er kendt for sin dækning af Dronningens nytårstaffel, adskillige begivenheder inden for mode- og designbranchen, herunder hans bidrag til programmet "Mode & Sex", der fremhæver forholdet mellem mode og sex, sendt på den danske tv-kanal DR.
I 2020 deltog Soeren Le Schmidt i programmet ”Signe Molde på udebane: Hos modebranchen” på tv-kanalen DR, hvor han som ekspert udtalte sig om bæredygtighedsaspektet i den danske modebranche, og om hvordan man som brand kan agere bæredygtigt.
Soeren Le Schmidt har desuden medvirket i programmet ”Kender du typen?” i 2021, hvor værten Mads Steffensens to livstilseksperter Anne Glad Wagner og Flemming Møldrup forsøger at gætte, hvem der bor i de boliger de ser.
I april 2022 deltog Soeren Le Schmidt i TV programmet “Stjerner i trøjen” sendt på Kanal 5 og Discovery+, sammen med 12 andre kendte danskere. I programmet gennemgik de kendte danskere et krævende militært træningsforløb, som indebar 20 kilometers march og overnatning i det fri. Søren Le Schmidt vandt programmet. 
I 2023 deltog Le Schmidt i sæson 20 af Vild med dans. Han dansede med den professionelle danser Mie Moltke.

## Hæder
- 2019: Billedbladets pris for ” "Årets kongelige kjole", båret af kronprinsesse Mary[3]
- 2020: Billedbladets pris for ” "Årets kongelige kjole", båret af kronprinsesse Mary